# Pearsonia uniflora
Pearsonia uniflora är en ärtväxtart som först beskrevs av Kensit, och fick sitt nu gällande namn av Roger Marcus Polhill. Pearsonia uniflora ingår i släktet Pearsonia och familjen ärtväxter. Inga underarter finns listade i Catalogue of Life.